# 梅森堡 (佛羅里達州)
梅森堡（英語：Fort Mason）是位於美國佛羅里達州萊克縣的一個非建制地區。該地的面積和人口皆未知。

## 地理
梅森堡的座標為28°52′37″N 81°42′03″W / 28.87694°N 81.70083°W，而該地的平均海拔高度為21米（即69英尺）。